# 瓦磘溝
瓦磘溝，又名潭墘溝，臺灣一條因昔日中和瓦磘曾設燒窯製磚瓦而得名的河流。在中、下游及上游一小段為中和區與永和區的界河。全長4.7公里。早年瓦磘溝下游有碼頭可通行小船，現已被整治成為混凝土排水溝。

## 主支流歸屬與行經路線

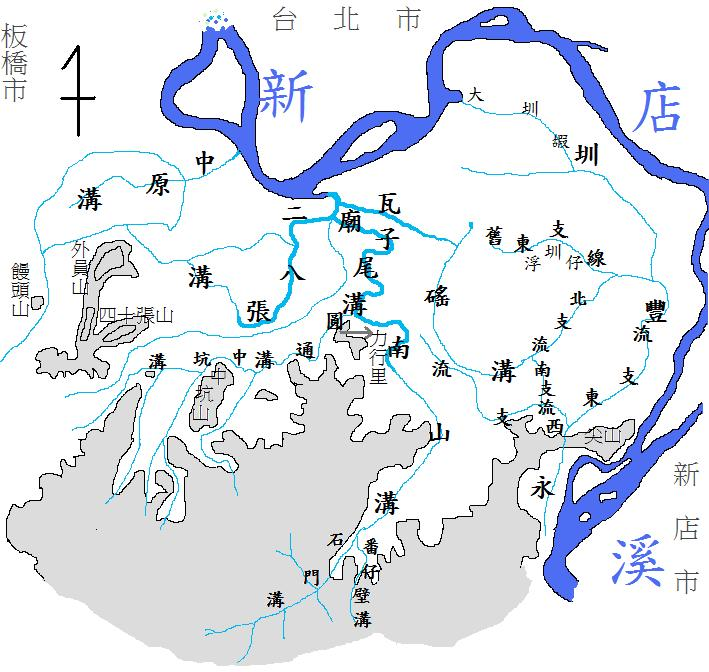
中和鄉地形圖 中和鄉志

以地理上的天然溪流而言，瓦磘溝為南勢角溪的主要支流之一，先注入南勢角溪主流再匯入新店溪。但以水利上的排水溝而言，許多政府工程將中和溝、二八張溝在內的溝渠整個視為瓦磘溝，故中永和界河被稱為「瓦磘溝東支流」，而瓦磘溝西支流則指東支流以外的支流，尤其常用來指較不知名的「二八張溝」（南勢角溪主流「中和溝」則因為加蓋，長度反而不如興建「中和排水路」前的二八張溝）。故以下所謂「瓦磘溝東支流」等同「瓦磘溝主流段」，而「瓦磘溝南支流」、「瓦磘溝北支流」則指上游的南北兩個源頭。
- 瓦磘溝南支流：從中和區秀山里的尖山腳，沿秀峰街85巷與40巷向西北流，接景平路92巷西側停車場，接著是大智街35巷東側，沿著大仁街後轉西偏，沿大仁街西行，到大勇街29巷沿路轉西北。
- 瓦磘溝北支流：北支流，自永和區得和里（復興商工）向南，過得和路115號「怡人園」後向西南[7]，經民族街與智光街之間（西側），過嘉新福橋（民有街跨瓦磘溝的橋）[8]，流至民享橋北側[6]。

- 瓦磘溝東支流（瓦磘溝主流）：南、北支流在民享橋（或「清枝橋」[8]）北側，民享街23巷口匯集成為東支流，此處又名「雙叉江」，是瓦磘溝的分岔口，在黃昏市場附近[9]。然後穿過民享橋，經過智光商工後方，從智光商工的教學大樓二樓以上的教室窗戶往外看，可看得到東支流。沿景平、景安、漳和、枋寮、瓦磘里與永和區邊界，由水源橋開始向西北流經約一公里左右（經光華、雙和、莊仁、名利橋），流入新店溪旁環河西路的新瓦磘抽水站，排放入新店溪[1][10]。舊瓦磘抽水站則已拆除，原本位在中和區中山路二段三巷口[11]。

東支流連同尖山腳之南支流全長四點四公里，北支流約長0.9公里，若東支流加上北支流採計4.7公里，故得計南支流約長0.6公里。

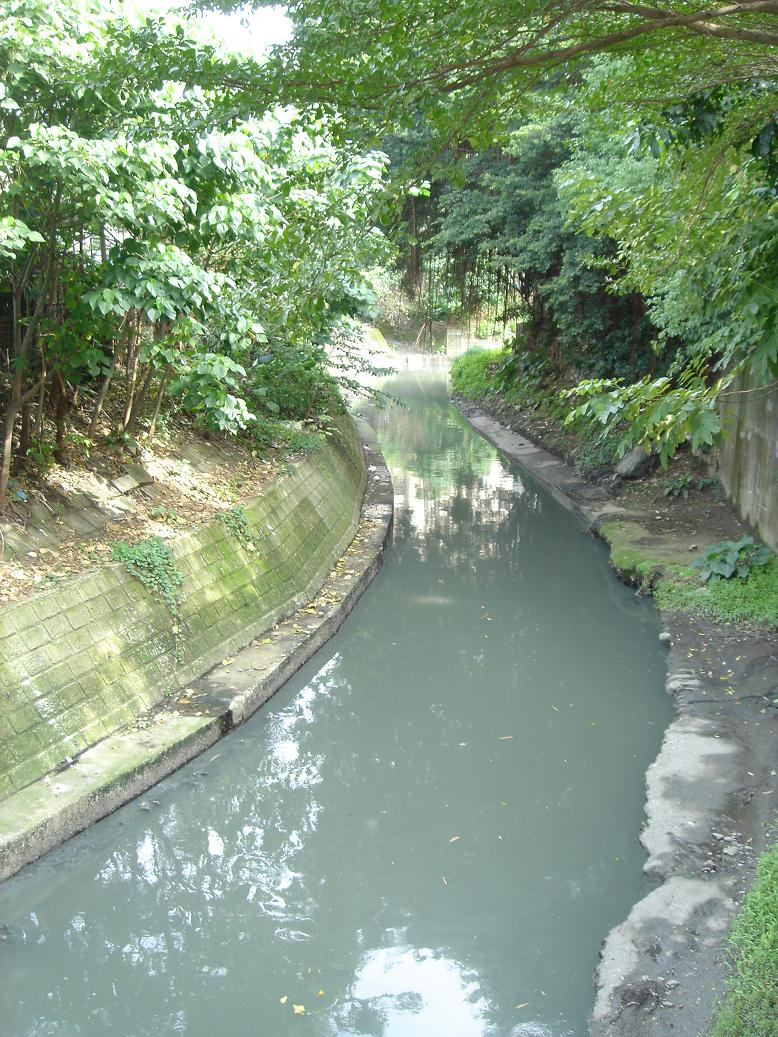
由瓦磘里休閒廣場看過去的瓦磘溝

## 歷史文化
- 橫越雙和兩地的瓦磘溝，古稱「潭漧溝」，潭漧溝就在現今的永和國小附近，直到戰後才改名為瓦磘溝。「潭漧溝」以前的作用是運輸用水道，現今永和區智光商職附近的黃昏市場就是水岸碼頭，古代稱「雙叉港」，是中和、永和甚至新店地區早期居民交通、運輸貨品的重要通路。[13]。
- 「冷水泉」，又稱「潭墘甘泉」，昔為中和庄八景之一，在瓦磘溝東側，水源路上。日治時代海山煤礦需要泉水洗煤，由此引水，並同時做為供應枋橋（今板橋區）街民用水。今為台灣自來水公司工程處[9][14][15]。

## 植物生態

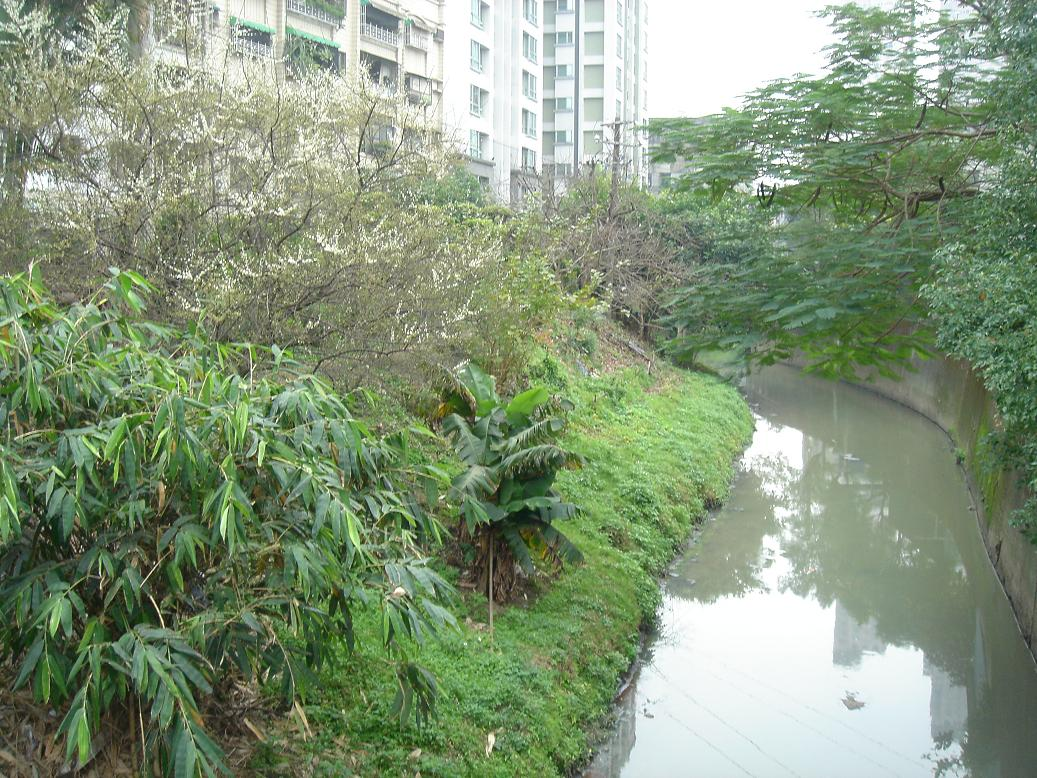
民有街跨瓦磘溝橋旁梅花盛開。

沿岸多構樹、血桐、山黃麻、榕樹、大葉雀榕、稜果榕生長溝壁形成巨大喬木。亦多高大禾本，如：象草、芒草。其他植物包括: 長梗紫麻、青苧麻、腎蕨等。河面並人為栽植水蓑衣、水生鴨跖草科植物...等。岸邊常有附近居民栽植十字花科蔬菜，南支流至匯流口附近多山櫻花。

## 動物生態
- 鳥類:小白鷺、紅鳩、斑頸鳩、大卷尾、夜鷺、翠鳥、灰鶺鴒、褐頭鷦鶯、(灰頭)紅尾伯勞...等[16]。
- 昆蟲:樺斑蝶、紋白蝶、黃蛺蝶、紅擬豹斑蝶、無尾鳳蝶、青帶鳳蝶、黑鳳蝶、淡黃蝶、水青粉蝶、台灣粉蝶...等[17]。
- 魚類:大肚魚、吳郭魚。
- 兩棲類:黑眶蟾蜍、澤蛙...等。
- 爬蟲類:斯文豪氏攀蜥、斑龜、巴西龜[18]。

## 遊憩景點
- 主流段：
  - 保順里公園與步道: 多蝴蝶蜜源與食草。
  - 名利橋至莊仁橋河岸垂柳木棧步道
  - 佳和里公園
  - 瓦磘里兒童遊樂區廣場：雙和橋旁。
  - 瓦磘里休閒廣場
  - 雙和公園：臨雙和街，102年4月完工[19]。
  - 華泰（社區）公園：在中和區安和里景安路79巷37弄口。

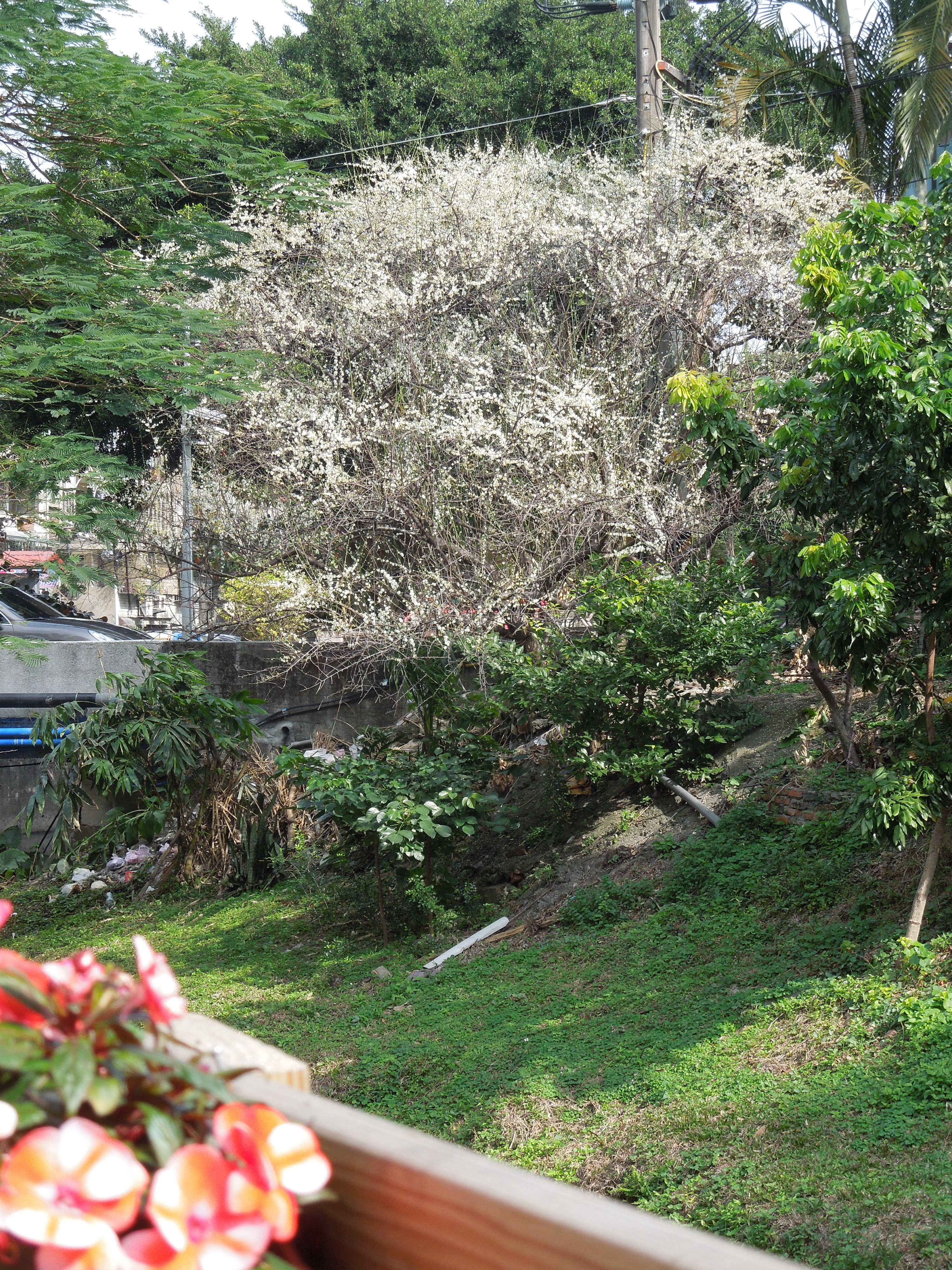
民有街跨瓦磘溝嘉新福橋旁梅花盛開

- 北支流：
  - 堤岸[20]：民光街到民有街之間堤岸斜坡上有梅花、烏桕等老樹，民有街跨瓦磘溝嘉新福橋北側並設置一小公園。
  - 公園：民族街旁小公園。
  - 公園：智光街旁小公園。
- 南支流：
  - 秀明公園：秀明橋為一小橋，橫跨南支流，階梯導引登上園區。
  - 綠中第001號步道：於兩岸種植了多株櫻花，並有石桌椅與踏步石步道。

## 解
1. ↑  「瓦磘溝」又可寫為瓦嗂溝、瓦窯溝、瓦瑤溝等多種寫法。